# Preixan
Preixan is een gemeente in het Franse departement Aude (regio Occitanie) en telt 508 inwoners (2005). De plaats maakt deel uit van het arrondissement Carcassonne.

## Geografie
De oppervlakte van Preixan bedraagt 8,6 km², de bevolkingsdichtheid is 59,1 inwoners per km².

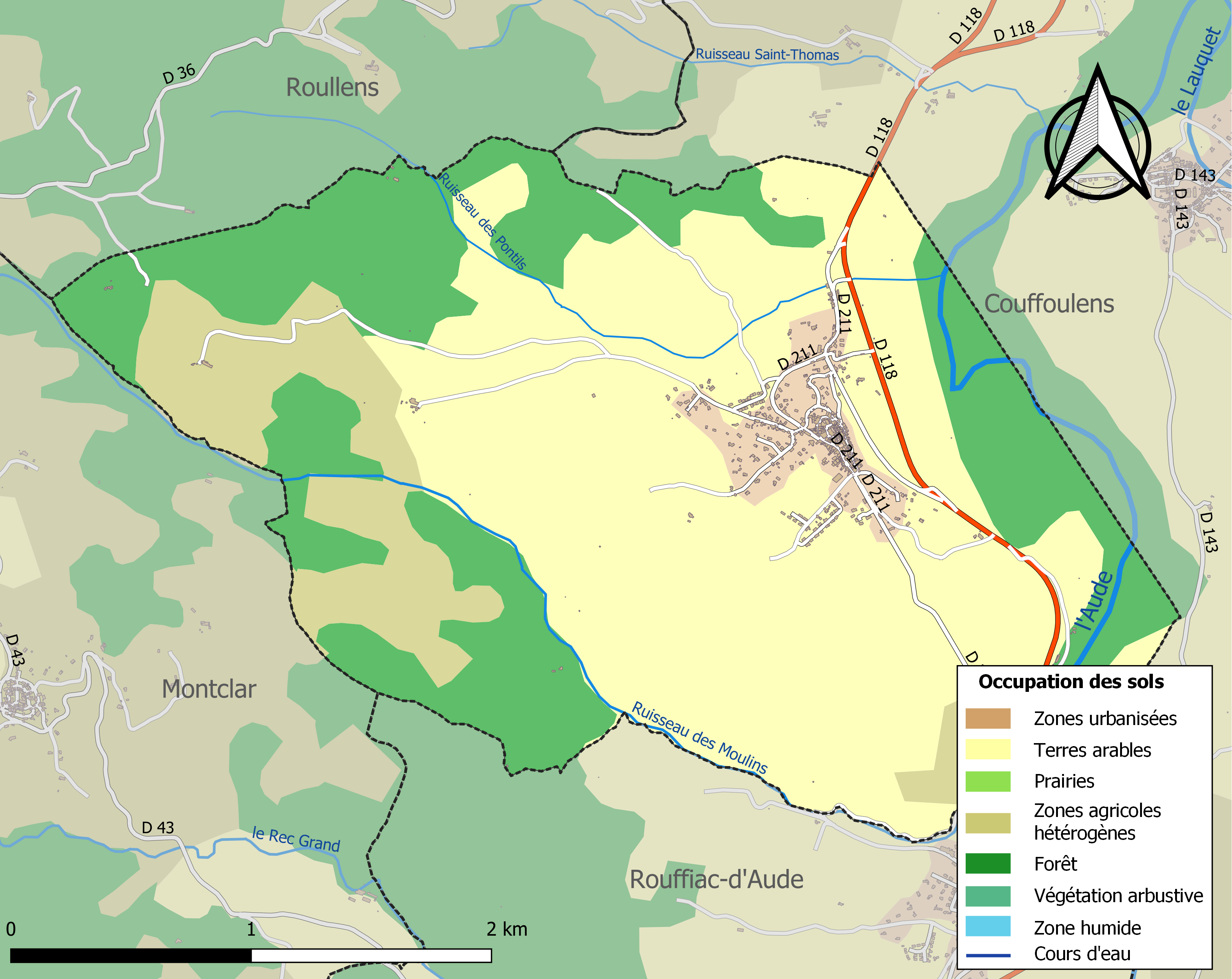
Kaart van de gemeente met de belangrijkste infrastructuur, bodemgebruik en omliggende

## Demografie
Onderstaande figuur toont het verloop van het inwonertal (bron: INSEE-tellingen).

Vanwege een beveiligingsprobleem met de MediaWiki Graph-software is het momenteel niet mogelijk deze grafiek weer te geven. Zodra de software is bijgewerkt zal de grafiek vanzelf weer zichtbaar worden.